# Фазлыев, Рабис Тимерханович
Фазлыев Рабис Тимерханович (19.4.1937, с.Зириклы Шаранского района БАССР – 19.4.2012, г.Бугульма) — горный инженер, доктор технических  наук (1980), заслуженный деятель науки и техники Республики Татарстан (1993), отличник нефтяной промышленности СССР (1990), Лауреат Государственной премии Республики Татарстан в области науки и техники (1994).

## Биография
Фазлыев Рабис Тимерханович в 1937 году в селе Зириклы Шаранского района БАССР.
В 1959 году окончил  Уфимский нефтяной институт. Трудовую деятельность начал инженером в Татарском научно-исследовательском и проектном институте нефти в Бугульмах.
В 1964—1967 годах работал руководителем сектора, с 1971 года заведующим сектора.
С 1975 года назначен  заведующим лабораторией.
С 1986 года работает заведующим отделом разработки нефтяных месторождений, в 2003—2009 годах назначен главным научным сотрудником.
5 октября 2006 г. защитил докторскую диссертацию на заседании диссертационного совета  в Татарском научно-исследовательском и проектном институте нефти (ТатНИПИнефть) на тему «Изучение особенностей притока жидкости к многоствольным горизонтальным скважинам».
С 2010 года работает преподавателем Альметьевского нефтяного института.
В 1967—1971 и 1981—1986 годах работал экспертом в Алжире.
Фазлыев Рабис Тимерханович скончался 19 апреля 2012 года на 75 году жизни.

## Научная деятельность
Научая деятельность связана с исследованиями в области разработки месторождений нефти и газа. Непосредственно с его участием проведены гидродинамические расчёты процесса разработки месторождений с применением систем площадного, очагового и избирательного заводнения, динамики обводнения добывающих скважин, исследована эффективность применения горизонтальных многозабойных скважин.
Опубликовал более 150 научных работ.